# Сост
Сост (фр. Sost, окс. Sòst) — коммуна во Франции, находится в регионе Юг — Пиренеи. Департамент — Верхние Пиренеи. Входит в состав кантона Молеон-Барус. Округ коммуны — Баньер-де-Бигор.
Код INSEE коммуны — 65431.

## География
Коммуна расположена приблизительно в 680 км к югу от Парижа, в 105 км юго-западнее Тулузы, в 55 км к юго-востоку от Тарба.
По территории коммуны протекает река Урс-де-Сост. Большую часть территории коммуны занимают леса.

## Климат
Климат умеренно-океанический с солнечной тёплой погодой и обильными осадками на протяжении практически всего года.

## Население
Население коммуны на 2010 год составляло 99 человек.
| 1962 | 1968 | 1975 | 1982 | 1990 | 1999 | 2010 |
| ---- | ---- | ---- | ---- | ---- | ---- | ---- |
| 241  | 219  | 196  | 159  | 123  | 110  | 99   |

## Администрация
| Период | Период | Фамилия     | Партия | Примечания |
| ------ | ------ | ----------- | ------ | ---------- |
| 1989   | 2014   | Ив Ибо      |        |            |
| 2014   | 2020   | Колет Абади |        |            |

## Экономика
В 2010 году среди 56 человек трудоспособного возраста (15-64 лет) 39 были экономически активными, 17 — неактивными (показатель активности — 69,6 %, в 1999 году было 66,1 %). Из 39 активных жителей работали 33 человека (18 мужчин и 15 женщин), безработных было 6 (4 мужчины и 2 женщины). Среди 17 неактивных 3 человека были учениками или студентами, 11 — пенсионерами, 3 были неактивными по другим причинам.

## Достопримечательности
- Церковь Успения Божьей Матери (XIX век)
- Ораторий Кап-де-ла-Лан

## Фотогалерея
- Река Урс-де-Сост
- Церковь Успения Божьей Матери
- Церковь Успения Божьей Матери
- Церковь Успения Божьей Матери
- Ораторий Кап-де-ла-Лан
- Карта коммуны